# Бандитський Петербург
Бандитський Петербург (рос. Бандитский Петербург) — російський детективний телесеріал, що виходив на екрани у 2000-х роках та знятий за мотивами восьми творів Андрія Константинова («Адвокат», «Суддя / Адвокат-2», «Злодій / Журналіст-2», «Автор», «Винахідник / Автор-2», «Арештант», «Мент», «Мусорщик»), а також за творами інших сценаристів.
Прем'єрний показ перших двох частин відбувся у травні 2000 року на телеканалі «НТВ». Надалі всі частини неодноразово транслювалися на різних телеканалах. «Бандитський Петербург» став одним з найуспішніших телесеріалів в Росії.

## Основний акторський склад
- Євген Сидихін — підполковник, майор, полковник Микита Микитович Кудасов: 1—4, 6—10 фільми
- Олександр Домогаров — журналіст Андрій Вікторович Серьогін (Обнорський): 1—6 фільми
- Лев Борисов — Віктор Павлович Говоров (кримінальний авторитет, злодій в законі на прізвисько Антибіотик): 1—4, 6 фільми
- Михайло Разумовский — опер Олександр Андрійович Зверєв: 4—7, 9 фільми
- Олександр Романцов — банкір Микола Іванович Наумов (Коля-Ваня): 4, 6, 7 фільми
- Андрій Толубєєв — заступник начальника ОРБ Геннадій Петрович Ващанов: 1—3, 5 фільми
- Ян Цапник — журналіст Ігор Нікіфоров (колега Серьогіна): 7—10 фільми
- Олександр Песков — Володимир Дмитрович Нефьодов (бізнесмен і кримінальний авторитет): 7—10 фильмы
- Юрій Іцков — Валентин Іванович Лосєв (злодій в законі Сохатий): 7—10 фільми
- Дмитро Пєвцов — Сергій Олександрович Челіщев (Чорний Адвокат): 2 фільм
- Олексій Серебряков — Олег Андрійович Званцев (Білий Адвокат): 2 фільм
- Ольга Дроздова — Катерина Дмитрівна Званцева (подруга дитинства та кохана Адвокатів): 2 фільм
- Анна Самохіна — Катерина Дмитрівна Званцева (кохана Обнорського, в минулому — подруга дитинства та кохана Адвокатів): 4—6 фильмы
- Кирило Лавров — Юрій Олександрович Михеєв (злодій в законі Барон): 1 фільм.

## Частини серіалу
Умовно серіал можна разділити на дві частини:
- I: Фільми з 1 по 6; роки виходу 2000—2003; ця частина присвячена 1990-м рокам, бандитському свавіллю та корупції у правоохоронних органах;
- II: Фільми з 7 по 10; роки виходу 2005—2007; у цій частині майже повністю змінені персонажі, час дії переноситься в сучасність, а тематика схиляється в бік великого бизнесу.

### Частини, зняті за творами Андрія Константинова
1. Бандитський Петербург. Фільм 1. Барон (2000) — 5 серій
2. Бандитський Петербург. Фільм 2. Адвокат (2000) — 10 серій
3. Бандитський Петербург. Фільм 3. Крах Антибіотика (2001) — 8 серій
4. Бандитський Петербург. Фільм 4. Арештант (2003) — 7 серий
5. Бандитський Петербург. Фільм 5. Опер (2003) — 5 серій
6. Бандитський Петербург. Фільм 6. Журналіст (2003) — 7 серій

### Частини, зняті за творами інших сценаристів
1. Бандитський Петербург. Фільм 7. Переділ (2005) — 12 серій (сценарій написаний за ідеєю Андрія Константинова)
2. Бандитський Петербург. Фільм 8. Термінал (2006) — 12 серий
3. Бандитський Петербург. Фільм 9. Голландський пасаж (2006) — 12 серій
4. Бандитський Петербург. Фільм 10. Розплата (2007) — 12 серій.

## Заборона показу в Україні
24 липня 2015 року голова Держкіно Пилип Іллєнко повідомив, що агентством анульовано прокатні посвідчення на фільми 4, 5 та 6 з циклу «Бандитський Петербург». Перші три фільми до того не мали дійсних прокатних посвідчень в Україні.